# پلنگچه‌ها
پلنگچه‌ها (نام علمی: Leopardus) نام یک سرده از زیرخانواده گربه‌ایان کوچک است.

## گونه‌ها
- گربه پانتانال (ادوارد درینکر کوپه, ۱۸۸۹) –
- کولوکولو (Molina, ۱۷۸۲) –
- گربه جفروی (d'Orbigny & پل ژروه, ۱۸۴۴) –
- کودکود (Molina, ۱۷۸۲) –
- (Hensel, ۱۸۷۲) southern tigrina;
- گربه کوهی آند (Cornalia, ۱۸۶۵) –
- گربه پامپا (آنسلم گائتان دماره, ۱۸۱۶) –
- پلنگچه (کارل لینه, ۱۷۵۸) – ocelot
- ببرک (یوهان کریستیان دانیل فون شربر, ۱۷۷۵) –
- مارگای (Schinz, ۱۸۲۱) –